# Memecylon schumannianum
Memecylon schumannianum är en tvåhjärtbladig växtart som beskrevs av Rudolf Mansfeld. Memecylon schumannianum ingår i släktet Memecylon och familjen Melastomataceae.

## Underarter
Arten delas in i följande underarter:
- M. s. acutifolium
- M. s. lordbergiense